# Gorf
《Gorf》是由Midway Manufacturing于1981年发行射击类街机游戏。
《有生之年非玩不可的1001款游戏》的称游戏许多关卡设计都很超前，但这也意味这不及《小蜜蜂》等游戏的关卡设计精细。《Retro Gamer》的Paul Drury称《Gorf》是该发行商自《Gun Fight》以来最成功的街机游戏。